# Канто
 Тази статия е за равнината в Япония.  За административния регион вижте Канто (регион).  За комикс героя вижте Канто (герой).
Канто (на японски: 関東平野) е равнина в централна Япония.
С площ около 16 хиляди квадратни километра тя е най-обширната равнинна област в страната. Разположена е на югоизточния бряг на главния японски остров Хоншу. Равнината е гъсто населена и силно урбанизирана, като тук се намира агломерацията на Токио и няколко други от най-големите градове в Япония, като Йокохама, Кавасаки, Сайтама.